# Ministère de la Culture (république démocratique du Congo)
 (mai 2024).
Pour les articles homonymes, voir Ministère de la Culture.
Le ministère de la Culture de la république démocratique du Congo est le ministère responsable de la politique culturelle du pays.

## Missions
- Promotion et développement des activités culturelles et artistiques ;
- Protection et promotion des droits d’auteurs et des droits voisins ;
- Protection et conservation des sites, des monuments et du patrimoine matériel et immatériel dans le domaine culturel et artistique de la Nation, en collaboration avec le ministère ayant le tourisme dans ses attributions ;
- Gestion des relations culturelles bilatérales et multilatérales, en collaboration avec le ministère ayant la coopération dans ses attributions ;
- Gestion des archives, des bibliothèques nationales et des musées nationaux ;
- Promotion et développement des activités culturelles et artistiques en rapport avec la lutte contre les antivaleurs ;
- Censure des chansons et spectacles, en collaboration avec les ministères ayant la justice et les médias dans leurs attributions.

## Organisation
Le ministère de la culture compte un effectif de 3 453 personnes réparties dans les différentes structures ci-dessous :
- Secrétariat général (1 423 personnes)
- Direction des services généraux
- Direction des études et planification
- Direction des arts et lettres
- Direction de la coopération culturelle
- Direction de la promotion culturelle
- Direction de l'intervention et contrôle culturel
- Direction des propriétés intellectuelles
- Direction Infrastructure et équipement culturel
- Cellule de gestion des projets et marchés publics
- Comité consultatif national (110 personnes)
- Centre culturel le ZOO (86 personnes)
- Centre international des civilisations bantou (CICIBA) (42 personnes)
- Observatoire des langues (55 personnes)
- Institut des musées nationaux (58 personnes)
- Institut national des archives du Congo (INACO) (253 personnes)
- Théâtre national du Congo (124 personnes)
- Bibliothèque nationale (181 personnes)
- Edition Lokole (118 personnes)
- Lecture pour Tous (444 personnes)
- Société nationale des éditeurs, compositeurs et artistes (SONECA) (444 personnes)
- Fonds d'assistance aux artistes et écrivains congolais (115 personnes)